# Гватми, Чарльз
Чарльз Гватми (англ. Charles Gwathmey; 1938—2009) — американский архитектор и педагог.
Он был главным архитектором в компании Gwathmey Siegel & Associates Architects; являлся одним из пяти архитекторов, входящих в группу The New York Five.

## Биография
Родился 19 июня 1938 года в Шарлотте, штат Северная Каролина, в семье художника Роберта Гватми и его жены — фотографа Розали Гватми. 
Он учился в Высшей школе музыки и искусства в Нью-Йорке, которую окончил в 1956 году. Продолжил образование в Университете Пенсильвании и затем получил в 1962 году степень магистра архитектуры в Йельской школе архитектуры, где был удостоен стипендии William Wirt Winchester Fellowship и гранта Программы Фулбрайта. В Йеле Чарльз учился у архитектора Пола Рудольфа.
В 1965 году Чарльз Гватми, будучи еще нелицензированным архитектором, спроектировал дом и студию для своих родителей в Амагансетте, штат Нью-Йорк, который стал известным своим революционным дизайном пляжного дома. Затем сдал экзамен на профессиональную лицензию. К 1977 году они спроектировал 21 здание, при этом ему было только сорок лет и десять лет практики. С 1965 по 1991 год Гватми преподавал во многих высших учебных заведениях, в их числе: Институт Пратта, Cooper Union, Принстонский университет, Колумбийский университет, Пенсильванский университет, Техасский университет в Остине и Калифорнийский университет в Лос-Анджелесе. 
Чарльз Гватми был президентом и членом Совета попечителей Института архитектуры и урбанистики, а также был избран членом Американского института архитекторов в 1981 году.
Умер от рака пищевода 3 августа 2009 года в Манхэттене, Нью-Йорк; место захоронения неизвестно.

### Личная жизнь
Первый брак Чарльза Гватми с писательницей Эмили Марголин (Emily Margolin) закончился разводом$ от этого брака у него есть один ребенок — Энни Гватми (Annie Gwathmey). 
В 1974 году Гватми женился на Бетт-Энн Дамсон (Bette-Ann Damson) и он стал отчимом троих детей Дамсон от ее предыдущего брака: Роберт Стил (Robert Steel, умер в 1984 году в возрасте 22 лет), Кортни Стил (Courtney Steel, который погиб в ДТП в 1986 году) и 17-летний Эрик Стил (родился в 1964 году, стал писателем и продюсером).